# Rallye du Portugal 1977
Le Rallye du Portugal 1977 (11º Rallye de Portugal Vinho do Porto), disputé du 1er au 6 mars 1977, est la quarante-quatrième manche du championnat du monde des rallyes (WRC) courue depuis 1973, et la troisième manche du championnat du monde des rallyes 1977. C'est également la quatrième des vingt épreuves de la Coupe FIA 1977 des pilotes de rallye, nouvellement créée.

## Contexte avant la course

### Le championnat du monde
Le championnat mondial des rallyes pour marques 1977 compte onze épreuves internationales (deux épreuves hivernales, six sur terre, deux sur asphalte et une épreuve mixte terre/asphalte), dont huit se disputant en Europe. Créé en 1973, ce championnat a succédé au championnat international des marques. Les épreuves mondiales sont réservées aux voitures des catégories suivantes :
- Groupe 1 : voitures de tourisme de série
- Groupe 2 : voitures de tourisme spéciales
- Groupe 3 : voitures de grand tourisme de série
- Groupe 4 : voitures de grand tourisme spéciales

C'est désormais la 131 Abarth qui représente le fer de lance de Fiat, le groupe italien ayant auparavant obtenu trois titres consécutifs avec la Scuderia Lancia et sa remarquable Stratos. Malgré sa victoire au Monte-Carlo en janvier, Lancia a considérablement réduit son programme sportif et ne disputera que quatre manches mondiales, alors que les 131 Abarth les disputeront toutes. Opel, Toyota et surtout Ford sont les principaux adversaires du constructeur turinois au championnat.

#### Coupe FIA des pilotes
Pour la saison 1977, la FIA a également instauré une Coupe des pilotes, prenant en compte les résultats des onze manches mondiales ainsi que ceux de cinq rallyes du championnat d'Europe et de quatre autres épreuves internationales.

### L'épreuve
Caractérisé par son parcours mixte alternant pistes et routes goudronnées, le rallye du Portugal fut créé en 1967 sous le nom de Rallye TAP, à l'initiative de César Torrès. L'épreuve a rapidement acquis une renommée internationale en raison de son parcours très sélectif et de son organisation exemplaire. Elle figure au calendrier du championnat du monde depuis sa création en 1973.

## Le parcours
- vérifications techniques : 1er mars 1977 à Estoril
- départ : 2 mars 1977 de l'autodrome d'Estoril
- arrivée : 6 mars 1977 à Estoril
- distance : 2457 km, dont 544,9 km sur 44 épreuves spéciales (46 épreuves initialement prévues, pour un total de 578,4 km chronométrés)
- surface : asphalte et terre
- Parcours divisé en quatre étapes[3]

### Première étape

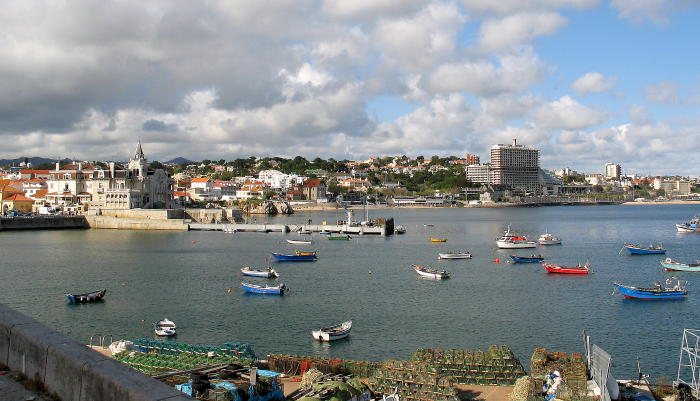
Estoril, point de départ et d'arrivée du Rallye du Portugal.

- Estoril - Póvoa de Varzim, 854 km, du 2 au 3 mars
- 15 épreuves spéciales, 132 km, asphalte et terre

### Deuxième étape
- Póvoa de Varzim - Póvoa de Varzim, 274 km, du 3 au 4 mars
- 3 épreuves spéciales, 53,5 km, terre (4 épreuves initialement prévues, pour un total de 80,5 km)

### Troisième étape
- Póvoa de Varzim - Estoril, 1078 km, du 4 au 5 mars
- 14 épreuves spéciales, 282,5 km, terre (15 épreuves initialement prévues, pour un total de 289 km)

### Quatrième étape
- Estoril - Estoril, 251 km, le 6 mars
- 12 épreuves spéciales, 76,9 km, asphalte[4]

## Les forces en présence
- Fiat

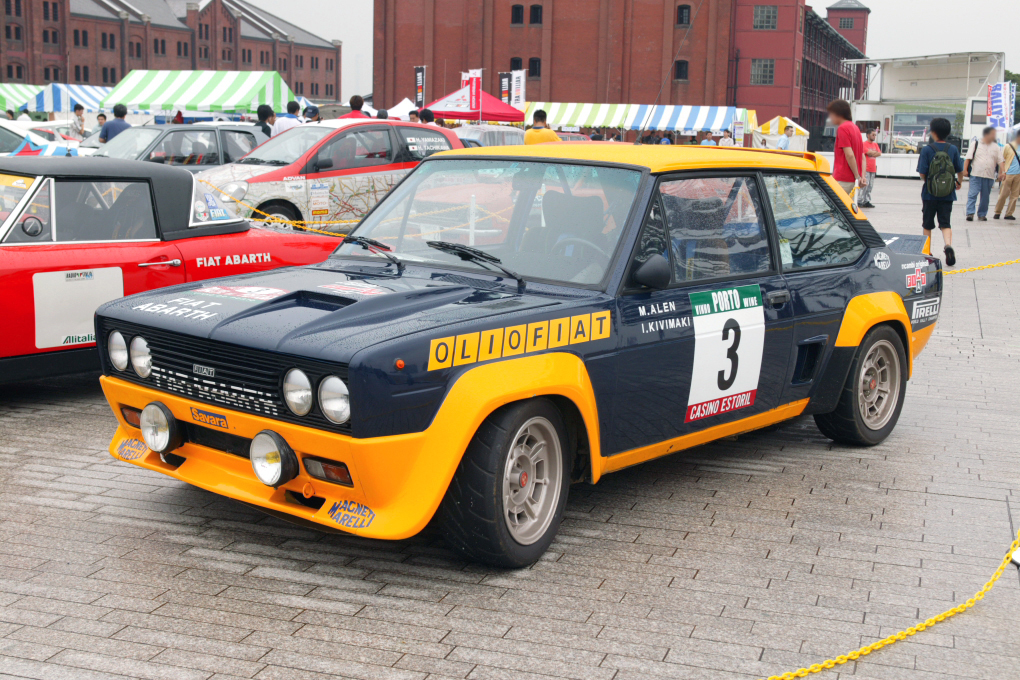
La Fiat 131 Abarth groupe 4 fait partie des favorites de l'épreuve.

Le constructeur turinois a engagé trois 131 Abarth groupe 4 (920 kg, moteur quatre cylindres, deux litres, injection Kugelfischer, seize soupapes, 220 chevaux) pour Markku Alén, Maurizio Verini et Fulvio Bacchelli. Les voitures sont entièrement neuves et, pour cette épreuve mixte, équipées de suspensions identiques à celles utilisées lors du dernier rallye du Maroc. L'équipe officielle est épaulée par Fiat-France, qui a dispose d'un modèle identique confié à Jean-Claude Andruet.
- Ford

Première apparition mondiale officielle pour Ford, qui dispose de trois Escort RS1800, aux mains de Björn Waldegård, Roger Clark et Ari Vatanen. Ces modèles pesant 1020 kg sont équipées d'un moteur quatre cylindres seize soupapes de deux litres de cylindrée alimenté par deux carburateurs double-corps, d'une puissance de l'ordre de 240 chevaux. Engagé à titre privé, le pilote espagnol Beny Fernández, récent vainqueur du Rallye Costa Brava, dispose d'un modèle légèrement moins puissant (220 chevaux). Quelques pilotes amateurs au volant d'Escort RS2000 tenteront leur chance en groupe 1, le plus en vue étant le Portugais Giovanni Salvi qui pilote un ancien modèle MkI.
- Toyota

L'importateur portugais de la marque a engagé deux coupés Celica 2000 groupe 4 (1000 kg, moteur quatre cylindres deux litres, seize soupapes, préparé par Schnitzer développant 230 chevaux). Ils sont confiés aux pilotes habituels de la marque, Ove Andersson et Hannu Mikkola.
- Opel

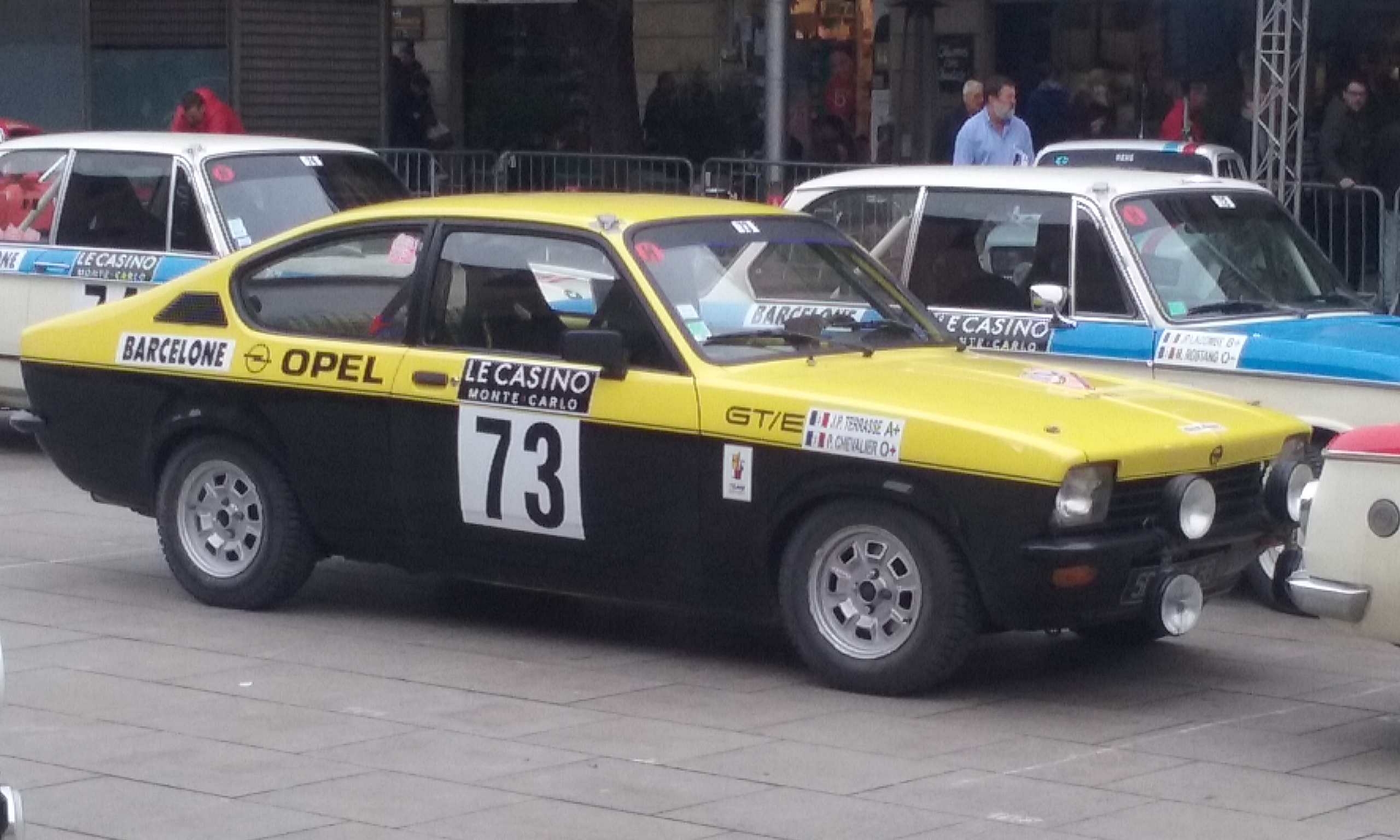
L'Opel Kadett GT/E est présente dans les groupes 1, 2 et 4.

Habituel représentant de la marque en groupe 4, l'Euro Händler Team n'a pas fait le déplacement au Portugal, mais le constructeur allemand est tout de même présent dans la catégorie avec deux Kadett GT/E préparées à Vienne et engagées par le Bosch Racing Team. Leur moteur deux litres développe 220 chevaux. Elles sont pilotées par les pilotes autrichiens Franz Wittmann et Wolfgang Šulc. Le pilote local 'Mêquêpê', un habitué de l'épreuve, engage une Kadett groupe 2 (environ 150 chevaux) et compte parmi les favoris de cette catégorie. L'Autrichien Sepp Haider dispose d'une voiture identique. De nombreuses Kadett groupe 1 sont également présentes, les plus performantes étant celles du Portugais Manuel Inácio et de l'Autrichien Klaus Russling.
- Citroën

Le constructeur français fait son retour en championnat avec une CX GTI groupe 2 d'une puissance de 150 chevaux, confiée à Francisco Romãozinho, vainqueur de l'épreuve en 1969 sur DS. Le concessionnaire Citroën de Marseille a quant à lui engagé une CX 2200 groupe 2 pour Jean-Paul Luc, le pilote français ayant assuré lui-même la préparation de sa voiture.
- Alpine-Renault

Robert Neyret s'aligne sur l'Alpine A310 groupe 4 (quatre cylindres, 1860 cm3, 180 chevaux) dont disposait la Finlandaise Marketta Oksala au dernier Rallye Monte-Carlo.
- Simca

Le service compétition de Chrysler-Espagne aligne une 1200 TI (version espagnole de la Simca 1100 TI), animée par un moteur 1440 cm3 de 95 chevaux, en groupe 2. Équipée d'une boîte de vitesses à rapports courts et d'une suspension renforcée, elle est confiée à au pilote espagnol Genito Ortiz.
- Porsche

De nombreux pilotes privés ont engagé des Carrera RS, dont l'Allemand Winfried Herrmann (un des favoris du groupe 3), ainsi que l'Espagnol Gemar et le Portugais Américo Nunes en groupe 4.

## Déroulement de la course

### Première étape

#### Estoril - Figueira da Foz
Les 103 équipages s'élancent du circuit d'Estoril le mercredi après-midi, sous un soleil radieux. Les deux premiers tronçons chronométrés sont entièrement goudronnés et donnent l'avantage aux Fiat, Fulvio Bacchelli s'y montrant le plus rapide devant ses coéquipiers Markku Alén, Jean-Claude Andruet et Maurizio Verini. Avant d'aborder la première épreuve sur terre, les quatre Fiat ont pris l'avantage sur les deux Toyota d'Hannu Mikkola et Ove Andersson et les deux Ford Escort d'Ari Vatanen et Björn Waldegård, groupées en une poignée de secondes. La troisième Escort officielle, pilotée par Roger Clark, est hors du coup, retardée par de sérieux ennuis d'embrayage. La spéciale de Montejunto va quelque peu bouleverser le classement : les Fiat ont adopté des réglages de suspension n'autorisant pas un débattement suffisant pour les pistes portugaises, et si Bacchelli conserve la tête de la course, il ne compte plus que quatre secondes d'avance sur Mikkola, auteur du meilleur temps et revenu en seconde position au classement général, devant Vatanen et Alén. Manquant d'expérience sur terre, Andruet a chuté à la huitième place. Mais sur les deux spéciales suivantes, disputées sur asphalte, Andruet se montre le plus rapide et remonte à la cinquième place du classement général. Pour quatre secondes, Alén s'est emparé de la tête de la course devant Bacchelli. Ils précèdent Mikkola et Verini. Moins rapides sur le goudron, les Ford ont à nouveau cédé un peu de terrain, Waldegård et Vatanen comptant plus de vingt secondes de retard sur Alén, tandis que Clark, qui n'a pas résolu ses problèmes d'embrayage, navigue en onzième position, précédé par l'Escort privée de l'Espagnol Beny Fernández et par l'Opel Kadett du pilote local 'Mêquêpê', qui domine le groupe 2. À la neutralisation de Figueira da Foz, l'équipe Ford ne parvient pas à régler le problème, et le pilote britannique n'ira pas plus loin.
| Pos. | Pilote              | Copilote             | Voiture               | Groupe | Temps       | Écart        |
| ---- | ------------------- | -------------------- | --------------------- | ------ | ----------- | ------------ |
| 1    | Markku Alén         | Ilkka Kivimäki       | Fiat 131 Abarth       | 4      | 20 min 45 s |              |
| 2    | Fulvio Bacchelli    | Francesco Rossetti   | Fiat 131 Abarth       | 4      | 20 min 49 s | + 4 s        |
| 3    | Hannu Mikkola       | Arne Hertz           | Toyota Celica 2000 GT | 4      | 20 min 59 s | + 14 s       |
| 4    | Maurizio Verini     | 'Ninni' Russo        | Fiat 131 Abarth       | 4      | 21 min 02 s | + 17 s       |
| 5    | Jean-Claude Andruet | Christian Delferrier | Fiat 131 Abarth       | 4      | 21 min 06 s | + 21 s       |
| 5=   | Björn Waldegård     | Hans Thorszelius     | Ford Escort RS1800    | 4      | 21 min 06 s | + 21 s       |
| 7    | Ari Vatanen         | Peter Bryant         | Ford Escort RS1800    | 4      | 21 min 10 s | + 25 s       |
| 8    | Ove Andersson       | Henry Liddon         | Toyota Celica 2000 GT | 4      | 21 min 29 s | + 44 s       |
| 9    | Beny Fernández      | Miguel Brasa         | Ford Escort RS1800    | 4      | 21 min 40 s | + 55 s       |
| 10   | 'Mêquêpê'           | Miguel Vilar         | Opel Kadett GT/E      | 2      | 22 min 18 s | + 1 min 33 s |

#### Figueira da Foz - Póvoa de Varzim
La deuxième partie de l'étape se déroule en majorité sur terre, seules les deux dernières spéciales se disputant sur asphalte. Vatanen passe à l'attaque et remonte en seconde position, derrière Bacchelli qui a repris le commandement de la course. Un tête-à-queue dans le secteur de Candosa lui fait perdre une trentaine de secondes, le faisant retomber à la sixième place. Mikkola pointe alors à la seconde place, mais le pilote de Toyota abandonne dans le secteur suivant, Bucaço, la perte d'une roue ayant entraîné la rupture des goujons. Sur cette spéciale de Bucaço, Vatanen a écœuré tous ses rivaux, reprenant en moins de quinze kilomètres quatorze secondes au meilleur d'entre eux ! Il récupère ainsi sa seconde place au classement général, à moins de trente secondes de Bacchelli, toujours leader. Vatanen continue son forcing et après le secteur de Ladário il a réduit son retard à une seconde. Son coéquipier Waldegård se montre également très rapide sur la terre et pointe à la troisième place à seulement sept secondes de la Fiat de tête. Les deux pilotes Ford réalisent le même meilleur temps dans Viseu, Bacchelli ne leur concédant que trois secondes. Vatanen s'est emparé du commandement, et va progressivement creuser l'écart sur ses poursuivants, rejoignant Póvoa de Varzim le jeudi matin avec vingt-huit secondes d'avance sur Bacchelli et trente-neuf sur Waldegård. Verini et Alén ont préféré lever le pied sur les secteurs cassants et accusent un retard de près de deux minutes. Ils devancent Andersson et Andruet, tandis que 'Mêquêpê', huitième à près de neuf minutes, domine toujours le groupe 2. Outre les abandons de Clark et Mikkola, cette première étape a mis fin aux espoirs du pilote local Francisco Romãozinho (Citroën CX d'usine), à cause d'un court-circuit au neiman. Robert Neyret a également dû abandonner son Alpine sur le secteur routier, faute d'assistance après une série de crevaisons. Fernandez, qui occupait une belle huitième place sur son Escort privée, a abandonné dans la spéciale de Régua à cause d'une roue cassée.
| Pos. | Pilote              | Copilote             | Voiture               | Groupe | Temps           | Écart         |
| ---- | ------------------- | -------------------- | --------------------- | ------ | --------------- | ------------- |
| 1    | Ari Vatanen         | Peter Bryant         | Ford Escort RS1800    | 4      | 1 h 34 min 36 s |               |
| 2    | Fulvio Bacchelli    | Francesco Rossetti   | Fiat 131 Abarth       | 4      | 1 h 35 min 04 s | + 28 s        |
| 3    | Björn Waldegård     | Hans Thorszelius     | Ford Escort RS1800    | 4      | 1 h 35 min 15 s | + 39 s        |
| 4    | Maurizio Verini     | 'Ninni' Russo        | Fiat 131 Abarth       | 4      | 1 h 36 min 21 s | + 1 min 45 s  |
| 5    | Markku Alén         | Ilkka Kivimäki       | Fiat 131 Abarth       | 4      | 1 h 36 min 30 s | + 1 min 54 s  |
| 6    | Ove Andersson       | Henry Liddon         | Toyota Celica 2000 GT | 4      | 1 h 37 min 13 s | + 2 min 37 s  |
| 7    | Jean-Claude Andruet | Christian Delferrier | Fiat 131 Abarth       | 4      | 1 h 37 min 26 s | + 2 min 50 s  |
| 8    | 'Mêquêpê'           | Miguel Vilar         | Opel Kadett GT/E      | 2      | 1 h 43 min 29 s | + 8 min 53 s  |
| 9    | Manuel Inácio       | João Batista         | Opel Kadett GT/E      | 1      | 1 h 45 min 44 s | + 11 min 08 s |
| 10   | Juan 'Crady' Gemar  | 'Charletty'          | Porsche Carrera RS    | 4      | 1 h 46 min 05 s | + 11 min 29 s |
| 11   | Sepp Haider         | Jörg Patterman       | Opel Kadett GT/E      | 2      | 1 h 47 min 07 s | + 12 min 31 s |
| 12   | Giovanni Salvi      | Pedro de Almeida     | Ford Escort RS2000    | 1      | 1 h 47 min 13 s | + 12 min 37 s |
| 13   | Franz Wittmann      | Kurt Nestinger       | Opel Kadett GT/E      | 4      | 1 h 48 min 13 s | + 13 min 37 s |
| 14   | Genito Ortiz        | Eduardo Augustin     | Simca 1200 TI         | 2      | 1 h 49 min 07 s | + 14 min 31 s |
| 15   | Klaus Russling      | Klaus Krammer        | Opel Kadett GT/E      | 1      | 1 h 49 min 27 s | + 14 min 51 s |

### Deuxième étape
Les concurrents repartent le jeudi soir pour une courte boucle dans la région de Póvoa. Trois spéciales sur terre sont à disputer, l'épreuve de São Lourenço ayant dû être annulée à cause du mauvais état de la piste après les abondantes pluies de février. La cinquantaine de kilomètres de tronçons chronométrés va cependant suffire à bouleverser classement et écarts. C'est tout d'abord Waldegård qui subit une double crevaison dans le secteur de Santa Luzia, perdant plus de cinq minutes et abdiquant une bonne partie de ses chances de succès. Bacchelli, qui se maintenait en seconde position, doit quant à lui faire changer les suspensions de sa Fiat, une intervention qui lui coûte onze minute de pénalisation et le fait rétrograder à la huitième place du classement général. Vérini se retrouve second à un peu plus de deux minutes de la Ford de Vatanen, une position qu'il conserve dans le secteur d'Orbacém, mais casse un demi-arbre dans Ponte de Lima, dernière spéciale de l'étape, qu'il termine grâce à Andruet qui le pousse jusqu'à l'arrivée ; l’assistance Fiat parvient à réparer, mais le pilote italien a perdu près de neuf minutes dans ce dernier tronçon, qui a également coûté près de trois minutes et deux phares à Andruet ! Lorsque Vatanen rallie Póvoa, vers une heure du matin, il possède plus de trois minutes d'avance sur Alén et Andersson, séparés de quelques secondes. Waldegård est quatrième, mais à près de sept minutes. Derrière, les trois Fiat d'Andruet, Verini et Bacchelli comptent respectivement neuf, onze et treize minutes de retard, Bacchelli étant devancé au classement par l'Opel de 'Mêquêpê', toujours largement en tête du groupe 2. Alors que la partie la plus difficile de l'épreuve reste à disputer, près de cinquante équipages ont déjà renoncé.

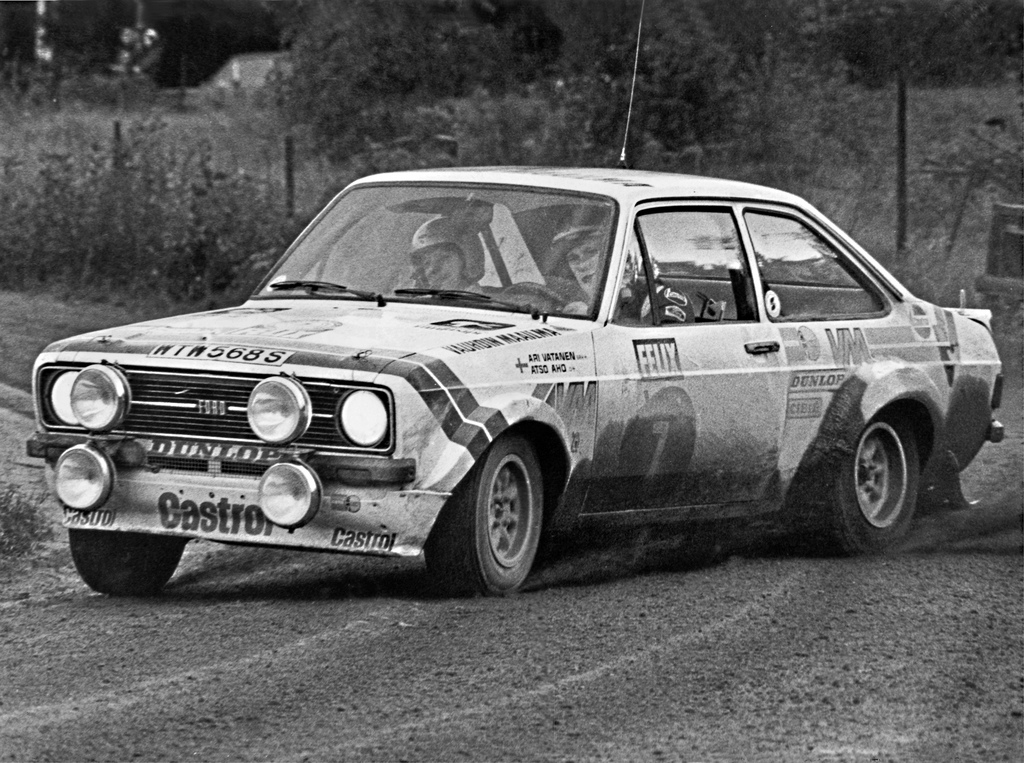
A ce stade de la course, Ari Vatanen (vu ici sur son Escort en 1978) domine nettement ses rivaux.

| Pos. | Pilote              | Copilote             | Voiture               | Groupe | Temps           | Écart         |
| ---- | ------------------- | -------------------- | --------------------- | ------ | --------------- | ------------- |
| 1    | Ari Vatanen         | Peter Bryant         | Ford Escort RS1800    | 4      | 2 h 14 min 56 s |               |
| 2    | Markku Alén         | Ilkka Kivimäki       | Fiat 131 Abarth       | 4      | 2 h 18 min 05 s | + 3 min 09 s  |
| 3    | Ove Andersson       | Henry Liddon         | Toyota Celica 2000 GT | 4      | 2 h 18 min 08 s | + 3 min 12 s  |
| 4    | Björn Waldegård     | Hans Thorszelius     | Ford Escort RS1800    | 4      | 2 h 21 min 52 s | + 6 min 56 s  |
| 5    | Jean-Claude Andruet | Christian Delferrier | Fiat 131 Abarth       | 4      | 2 h 24 min 10 s | + 9 min 14 s  |
| 6    | Maurizio Verini     | 'Ninni' Russo        | Fiat 131 Abarth       | 4      | 2 h 26 min 21 s | + 11 min 25 s |
| 7    | 'Mêquêpê'           | Miguel Vilar         | Opel Kadett GT/E      | 2      | 2 h 27 min 31 s | + 12 min 35 s |
| 8    | Fulvio Bacchelli    | Francesco Rossetti   | Fiat 131 Abarth       | 4      | 2 h 28 min 06 s | + 13 min 10 s |
| 9    | Manuel Inácio       | João Batista         | Opel Kadett GT/E      | 1      | 2 h 30 min 07 s | + 15 min 11 s |
| 10   | Sepp Haider         | Jörg Patterman       | Opel Kadett GT/E      | 2      | 2 h 32 min 14 s | + 17 min 18 s |
| 11   | Genito Ortiz        | Eduardo Augustin     | Simca 1200 TI         | 2      | 2 h 34 min 21 s | + 19 min 25 s |
| 12   | Franz Wittmann      | Kurt Nestinger       | Opel Kadett GT/E      | 4      | 2 h 34 min 43 s | + 19 min 47 s |
| 13   | Klaus Russling      | Klaus Krammer        | Opel Kadett GT/E      | 1      | 2 h 35 min 47 s | + 20 min 51 s |
| 14   | Juan 'Crady' Gemar  | 'Charletty'          | Porsche Carrera RS    | 4      | 2 h 36 min 22 s | + 21 min 26 s |
| 15   | Winfried Herrmann   | Jutta Fellbaum       | Porsche Carrera RS    | 3      | 2 h 36 min 28 s | + 21 min 32 s |

### Troisième étape

#### Póvoa de Varzim - Viseu
Le départ de la troisième étape a lieu le vendredi matin, les 54 équipages ayant disposé d'une nuit de repos. C'est la partie la plus dure du rallye, avec quatorze spéciales sur terre et plus de vingt-quatre heures de conduite pour rejoindre Estoril. Elle commence mal pour Vatanen, qui dès le court secteur de Fafe perd 35 secondes à cause d'une crevaison. La spéciale suivante, Cabreira, est plus longue (27 kilomètres) ; il crève de nouveau, perdant cette fois plus d'une minute. Avant d'aborder le secteur de Senhora da Graça (37 kilomètres), il ne compte plus qu'une minute et demie d'avance sur Andersson, qui a pris la seconde place à Alén. Les abandons se succèdent, notamment ceux de l'Autrichien Sepp Haider (suspension avant de son Opel Kadett hors d'usage) et de l’Espagnol Ortiz (Simca 1100), pompe à huile défaillante. Ils occupaient respectivement les dixième et onzième places, et étaient les principaux rivaux de 'Mêquêpê' en groupe 2. Une nouvelle crevaison prive Vatanen de sa position de leader, au profit d'Andersson, mais le pilote Toyota connaît la même mésaventure dans la spéciale de Marão, victime d'une double crevaison cinq kilomètres après le départ. Il répare et crève à nouveau deux kilomètres plus loin, devant parcourir trente kilomètres sur la jante, perdant au total près de sept minutes ! Par précaution, son assistance remplacera le pont arrière de la Celica. Vatanen a repris la tête et dispose désormais d'une avance de près d'une minute et demie sur la Fiat d'Alén, Waldegård étant remonté à la troisième place avec un retard de plus de trois minutes. Lorsqu'ils ne crèvent pas, les pilotes Ford se montrent régulièrement les plus rapides : dans le secteur d'Armamar, ils réalisent le même meilleur temps, battant Andersson de treize secondes (soit une seconde et demie de mieux au kilomètre). Ils se montrent à nouveau les plus rapides dans la spéciale de Lapa, Vatanen battant son aîné de huit secondes et portant son avance sur Alén à près de deux minutes. Mais emporté par son élan, malgré les cris de son coéquipier Peter Bryant hurlant pour le stopper, le jeune pilote finlandais arrive beaucoup trop vite dans le virage suivant le point de chronométrage. L'Escort sort de la piste, plongeant dans un trou ; châssis et suspension sont sérieusement endommagés et la sortie au même endroit d'une autre Escort menée par un pilote privé venant terminer sa course contre la sienne prive Vatanen de toute chance de pouvoir repartir ! Bacchelli est également sorti dans le secteur de Lapa, mettant sa Fiat sur le toit. Il a néanmoins pu repartir, n'ayant perdu qu'une minute. Très régulier et ayant jusqu'à présent évité les crevaisons, Alén se retrouve en tête de la course, une minute et demie devant Waldegård, une position qu'il conserve en rejoignant Viseu.

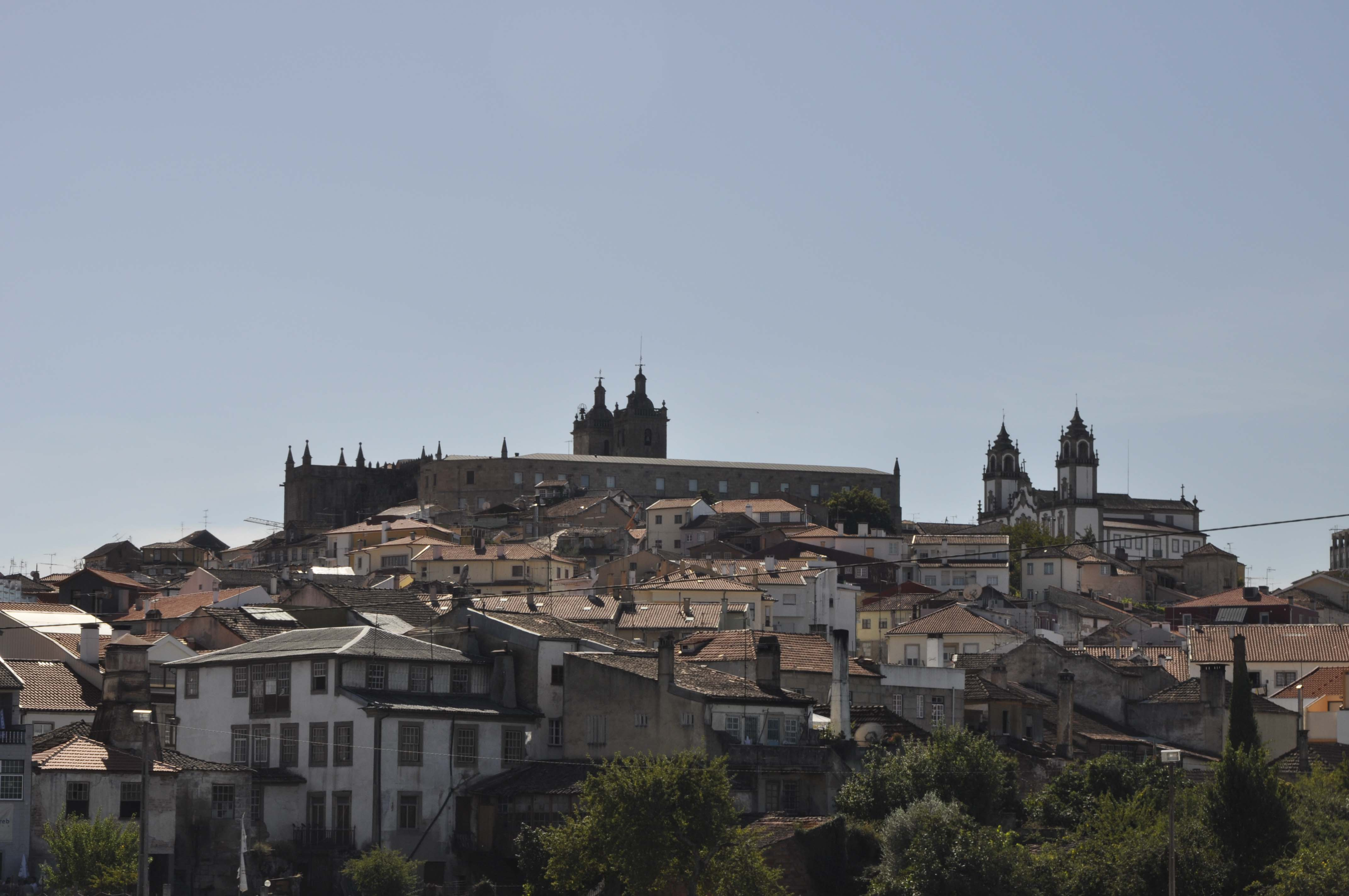
Viseu, sur le parcours de la troisième étape.

| Pos. | Pilote              | Copilote             | Voiture               | Groupe | Temps           | Écart         |
| ---- | ------------------- | -------------------- | --------------------- | ------ | --------------- | ------------- |
| 1    | Markku Alén         | Ilkka Kivimäki       | Fiat 131 Abarth       | 4      | 4 h 04 min 25 s |               |
| 2    | Björn Waldegård     | Hans Thorszelius     | Ford Escort RS1800    | 4      | 4 h 05 min 58 s | + 1 min 33 s  |
| 3    | Ove Andersson       | Henry Liddon         | Toyota Celica 2000 GT | 4      | 4 h 09 min 35 s | + 5 min 10 s  |
| 4    | Maurizio Verini     | 'Ninni' Russo        | Fiat 131 Abarth       | 4      | 4 h 14 min 58 s | + 10 min 33 s |
| 5    | Fulvio Bacchelli    | Francesco Rossetti   | Fiat 131 Abarth       | 4      | 4 h 16 min 55 s | + 12 min 30 s |
| 6    | Jean-Claude Andruet | Christian Delferrier | Fiat 131 Abarth       | 4      | 4 h 18 min 47 s | + 14 min 22 s |
| 7    | 'Mêquêpê'           | Miguel Vilar         | Opel Kadett GT/E      | 2      |                 |               |
| 8    | Manuel Inácio       | João Batista         | Opel Kadett GT/E      | 1      | 4 h 24 min 43 s | + 20 min 18 s |

#### Viseu - Estoril
La deuxième partie de l'étape se déroule de nuit. Bien revenu au classement, Waldegård peut espérer inquiéter Alén pour la victoire. S'il réalise le meilleur temps dans la spéciale de Vide, il ne reprend qu'une seconde au pilote finlandais qui a haussé son rythme après avoir ménagé sa voiture sur les tronçons cassants. Et sur les 43 kilomètres du secteur d'Arganil, Alén sort le grand jeu et s'impose devant ses coéquipiers Bacchelli et Andruet, ce dernier ayant nettement amélioré ses performances en acquérant l'expérience de la piste. Waldegård a perdu plus d'une minute sur ce tronçon, et compte désormais près de trois minutes de retard au classement général. Le pilote suédois n'abandonne cependant pas la partie, et parvient à revenir à moins de deux minutes d'Alén, lui ayant repris quarante-huit secondes dans la spéciale de Vidual, huit encore dans le second passage de Vide. Mais lors du second passage d'Arganil, il crève à nouveau, perdant près de quatre minutes et retombant à la troisième place derrière Andersson. Alors qu'il était remonté en quatrième position, Bacchelli doit abandonner, demi-arbre cassé. Ayant déjoué tous les pièges, Alén achève l'étape avec une confortable avance de plus de cinq minutes sur Andersson et Waldegård, Verini et Andruet étant beaucoup plus loin. La nuit a été également fatale à Jean-Paul Luc, dont la CX est sortie de la route après un tête-à-queue, et à l'Opel Kadett de Manuel Inácio, pilote de pointe du groupe 1 , suspension cassée. Seuls vingt-neuf équipages ont rallié Estoril.
| Pos. | Pilote              | Copilote             | Voiture               | Groupe | Temps           | Écart         |
| ---- | ------------------- | -------------------- | --------------------- | ------ | --------------- | ------------- |
| 1    | Markku Alén         | Ilkka Kivimäki       | Fiat 131 Abarth       | 4      | 5 h 56 min 14 s |               |
| 2    | Ove Andersson       | Henry Liddon         | Toyota Celica 2000 GT | 4      | 6 h 01 min 34 s | + 5 min 20 s  |
| 3    | Björn Waldegård     | Hans Thorszelius     | Ford Escort RS1800    | 4      | 6 h 02 min 01 s | + 5 min 47 s  |
| 4    | Maurizio Verini     | 'Ninni' Russo        | Fiat 131 Abarth       | 4      | 6 h 09 min 40 s | + 13 min 26 s |
| 5    | Jean-Claude Andruet | Christian Delferrier | Fiat 131 Abarth       | 4      | 6 h 11 min 52 s | + 15 min 38 s |
| 6    | 'Mêquêpê'           | Miguel Vilar         | Opel Kadett GT/E      | 2      | 6 h 32 min 20 s | + 36 min 06 s |
| 7    | Franz Wittmann      | Kurt Nestinger       | Opel Kadett GT/E      | 4      | 6 h 36 min 28 s | + 40 min 14 s |
| 8    | Giovanni Salvi      | Pedro de Almeida     | Ford Escort RS2000    | 1      | 6 h 44 min 36 s | + 48 min 22 s |
| 9    | Klaus Russling      | Klaus Krammer        | Opel Kadett GT/E      | 1      | 6 h 45 min 45 s | + 49 min 31 s |
| 10   | Américo Nunes       | Mira Amaral          | Porsche Carrera RS    | 4      | 6 h 45 min 59 s | + 49 min 45 s |

### Quatrième étape
Les concurrents restant en course repartent d'Estoril le dimanche soir, pour une dernière boucle entièrement disputée sur asphalte dans les alentours de Sintra. Si Alén semble désormais avoir course gagnée, fort de ses cinq minutes d'avance, l'intérêt de la course se reporte sur le duel entre Andersson et Waldegård, seulement séparés de vingt-sept secondes. Waldegård attaque à fond, reprenant deux secondes dans la spéciale d'Alcabideche, trois dans celle de Peninha. Et dans le secteur de Sintra, Andersson effectue un tête-à-queue, piégé par des pneus encore froids. Waldegård, qui a une nouvelle fois réalisé le meilleur temps, lui reprend vingt-trois secondes et la seconde place au classement général. La lutte tourne à son avantage, et malgré une belle résistance Andersson ne sera plus en mesure de le rattraper. En tête, Alén ne connaît aucun souci et obtient sa seconde victoire au Portugal, conservant près de quatre minutes d'avance sur son meilleur poursuivant, Waldegård, qui sur cette dernière journée a remporté onze des douze épreuves chronométrées ! Andersson termine troisième à seulement vingt-cinq secondes de son compatriote. Cinquième au départ de l'étape, Andruet effectue également une belle fin de parcours sur sa surface de prédilection, visant la quatrième place de son coéquipier Verini, qui le précédait de plus de deux minutes au départ d'Estoril. Malgré un meilleur temps dans le secteur de Lagoa Azul, il ne parvient pas à réduire suffisamment l'écart pour le menacer directement, son retard étant encore de trente-trois secondes avant la dernière spéciale. En reconnaissance du dépannage dont il a bénéficié lors de la seconde étape, Verini va s'arrêter dans ce dernier secteur, laissant passer Andruet pour lui céder sa place. Le pilote français conclue donc son premier rallye du Portugal par une encourageante quatrième place, juste devant Verini. Sixième, 'Mêquêpê' remporte facilement le groupe 2, qu'il a dominé de bout en bout malgré un problème de joint de culasse au cours de la troisième étape. C'est également un pilote portugais qui s'impose en tourisme de série, Giovanni Salvi et son Escort RS2000 ayant pris la tête du groupe 1 après l'abandon de Manuel Inácio. La victoire d'Alén permet à Fiat de conforter sa place en tête du championnat, portant son avance sur Opel de quatre à neuf points.

### Classements intermédiaires
Classements intermédiaires des pilotes après chaque épreuve spéciale

### Classement général
| Pos | No | Pilote              | Copilote             | Voiture               | Temps           | Écart         | Groupe |
| --- | -- | ------------------- | -------------------- | --------------------- | --------------- | ------------- | ------ |
| 1   | 3  | Markku Alén         | Ilkka Kivimäki       | Fiat 131 Abarth       | 6 h 51 min 47 s |               | 4      |
| 2   | 2  | Björn Waldegård     | Hans Thorszelius     | Ford Escort RS1800    | 6 h 55 min 43 s | + 3 min 56 s  | 4      |
| 3   | 4  | Ove Andersson       | Henry Liddon         | Toyota Celica 2000 GT | 6 h 56 min 08 s | + 4 min 21 s  | 4      |
| 4   | 5  | Jean-Claude Andruet | Christian Delferrier | Fiat 131 Abarth       | 7 h 06 min 34 s | + 14 min 47 s | 4      |
| 5   | 1  | Maurizio Verini     | 'Ninni' Russo        | Fiat 131 Abarth       | 7 h 07 min 00 s | + 15 min 13 s | 4      |
| 6   | 10 | 'Mêquêpê'           | Miguel Vilar         | Opel Kadett GT/E      | 7 h 28 min 55 s | + 37 min 08 s | 2      |
| 7   | 12 | Franz Wittmann      | Kurt Nestinger       | Opel Kadett GT/E      | 7 h 38 min 27 s | + 46 min 40 s | 4      |
| 8   | 30 | Giovanni Salvi      | Pedro de Almeida     | Ford Escort RS2000    | 7 h 44 min 32 s | + 52 min 45 s | 1      |
| 9   | 63 | Américo Nunes       | Mira Amaral          | Porsche Carrera RS    | 7 h 46 min 36 s | + 54 min 49 s | 4      |
| 10  | 24 | Klaus Russling      | Klaus Krammer        | Opel Kadett GT/E      | 7 h 46 min 43 s | + 54 min 56 s | 1      |

### Hommes de tête
- ES1 à ES4 :  Fulvio Bacchelli -  Francesco Rossetti (Fiat 131 Abarth)
- ES5 :  Markku Alén -  Ilkka Kivimäki (Fiat 131 Abarth)
- ES6 à ES10 :  Fulvio Bacchelli -  Francesco Rossetti (Fiat 131 Abarth)
- ES11 à ES21 :  Ari Vatanen -  Peter Bryant (Ford Escort RS1800)
- ES22 :  Ove Andersson -  Henry Liddon (Toyota Celica 2000 GT)
- ES23 à ES26 :  Ari Vatanen -  Peter Bryant (Ford Escort RS1800)
- ES27 à ES46 :  Markku Alén -  Ilkka Kivimäki (Fiat 131 Abarth)

### Vainqueurs d'épreuves spéciales
- Björn Waldegård -  Hans Thorszelius (Ford Escort RS1800) : 21 spéciales (ES 9, 11, 19 à 22, 25, 27, 28, 34 à 42, 44 à 46)
- Ari Vatanen -  Peter Bryant (Ford Escort RS1800) : 13 spéciales (ES 6, 8, 10 à 17, 23, 25 et 26)
- Fulvio Bacchelli -  Francesco Rossetti (Fiat 131 Abarth) : 5 spéciales (ES 1, 2, 7, 30 et 31)
- Jean-Claude Andruet -  Christian Delferrier (Fiat 131 Abarth) : 4 spéciales (ES 4, 5, 43 et 46)
- Markku Alén -  Ilkka Kivimäki (Fiat 131 Abarth) : 2 spéciales (ES 29 et 33)
- Hannu Mikkola -  Arne Hertz (Toyota Celica) : 1 spéciale (ES 3)
- Ove Andersson -  Henry Liddon (Toyota Celica) : 1 spéciale (ES 32)

## Résultats des principaux engagés
| No | Pilote               | Copilote              | Voiture               | Groupe | Classement général                               | Class. groupe |
| -- | -------------------- | --------------------- | --------------------- | ------ | ------------------------------------------------ | ------------- |
| 1  | Maurizio Verini      | 'Ninni' Russo         | Fiat 131 Abarth       | 4      | 5e à 15 min 13 s                                 | 5e            |
| 2  | Björn Waldegård      | Hans Thorszelius      | Ford Escort RS1800    | 4      | 2e à 3 min 56 s                                  | 2e            |
| 3  | Markku Alén          | Ilkka Kivimäki        | Fiat 131 Abarth       | 4      | 1er                                              | 1er           |
| 4  | Ove Andersson        | Henry Liddon          | Toyota Celica 2000 GT | 4      | 3e à 4 min 21 s                                  | 3e            |
| 5  | Jean-Claude Andruet  | Christian Delferrier  | Fiat 131 Abarth       | 4      | 4e à 14 min 47 s                                 | 4e            |
| 6  | Roger Clark          | Jim Porter            | Ford Escort RS1800    | 4      | ab. après la 5e spéciale (embrayage)             | -             |
| 7  | Hannu Mikkola        | Arne Hertz            | Toyota Celica 2000 GT | 4      | ab. dans la 8e spéciale (goujons de roue cassés) | -             |
| 8  | Fulvio Bacchelli     | Francesco Rossetti    | Fiat 131 Abarth       | 4      | ab. dans la 33e spéciale (demi-arbre)            | -             |
| 9  | Ari Vatanen          | Peter Bryant          | Ford Escort RS1800    | 4      | ab. après la 26e spéciale (sortie de route)      | -             |
| 10 | 'Mêquêpê'            | Miguel Vilar          | Opel Kadett GT/E      | 2      | 6e à 37 min 08 s                                 | 1er           |
| 11 | Robert Neyret        | Yveline Vanoni        | Alpine A310           | 4      | ab. après la 6e spéciale (crevaisons multiples)  | -             |
| 12 | Franz Wittmann       | Kurt Nestinger        | Opel Kadett GT/E      | 4      | 7e à 46 min 40 s                                 | 6e            |
| 14 | Francisco Romãozinho | José Bernardo         | Citroën CX 2400 GTI   | 2      | ab. dans la 9e spéciale (court-circuit)          | -             |
| 15 | Beny Fernández       | Miguel Brasa          | Ford Escort RS1800    | 4      | ab. dans la 14e spéciale (roue cassée)           | -             |
| 18 | Winfried Herrmann    | Jutta Fellbaum        | Porsche Carrera RS    | 3      | 11e à 1 h 06 min 11 s                            | 1er           |
| 22 | Sepp Haider          | Jörg Patterman        | Opel Kadett GT/E      | 2      | ab. dans la 21e spéciale (suspension avant)      | -             |
| 24 | Klaus Russling       | Klaus Krammer         | Opel Kadett GT/E      | 1      | 10e à 54 min 56 s                                | 2e            |
| 26 | Manuel Inácio        | João Batista          | Opel Kadett GT/E      | 1      | ab. dans la 29e spéciale (suspension)            | -             |
| 27 | Jean-Paul Luc        | Philippe Alessandrini | Citroën CX 2200       | 2      | ab. dans la 29e spéciale (sortie de route)       | -             |
| 29 | Juan 'Crady' Gemar   | 'Charletty'           | Porsche Carrera RS    | 4      | ab. dans la 34e spéciale (sortie de route)       | -             |
| 30 | Giovanni Salvi       | Pedro de Almeida      | Ford Escort RS2000    | 1      | 8e à 52 min 45 s                                 | 1er           |
| 31 | Genito Ortiz         | Eduardo Augustin      | Simca 1200 TI         | 2      | ab. dans la 21e spéciale (pompe à huile)         | -             |
| 63 | Américo Nunes        | Mira Amaral           | Porsche Carrera RS    | 4      | 9e à 54 min 49 s                                 | 7e            |

## Classement du championnat à l'issue de la course
- attribution des points : 10, 9, 8, 7, 6, 5, 4, 3, 2, 1 respectivement aux dix premières marques de chaque épreuve, additionnés de 8, 7, 6, 5, 4, 3, 2, 1 respectivement aux huit premières de chaque groupe (seule la voiture la mieux classée de chaque constructeur marque des points). Les points de groupe ne sont attribués qu'aux concurrents ayant terminé dans les dix premiers au classement général.
- seuls les huit meilleurs résultats (sur onze épreuves) sont retenus pour le décompte final des points.

| Pos. | Marque         | Points | M-C  | SUE  | POR  | SAF | NZL | ACR | FIN | QUE | SAN | COR | RAC |
| ---- | -------------- | ------ | ---- | ---- | ---- | --- | --- | --- | --- | --- | --- | --- | --- |
| 1    | Fiat           | 48     | 9+7  | 7+7  | 10+8 |     |     |     |     |     |     |     |     |
| 2    | Opel           | 39     | 1+8  | 9+8  | 5+8  |     |     |     |     |     |     |     |     |
| 3    | Ford           | 30     | -    | 8+6  | 9+7  |     |     |     |     |     |     |     |     |
| 4    | Toyota         | 24     | -    | 4+6  | 8+6  |     |     |     |     |     |     |     |     |
| 5    | Lancia         | 18     | 10+8 | -    | -    |     |     |     |     |     |     |     |     |
| 5=   | Saab           | 18     | -    | 10+8 | -    |     |     |     |     |     |     |     |     |
| 5=   | Porsche        | 18     | 6+8  | -    | 2+2  |     |     |     |     |     |     |     |     |
| 8    | Seat           | 14     | 8+6  | -    | -    |     |     |     |     |     |     |     |     |
| 9    | Alpine-Renault | 10     | 3+7  | -    | -    |     |     |     |     |     |     |     |     |
| 10   | Volvo          | 8      | -    | 3+5  | -    |     |     |     |     |     |     |     |     |
| 11   | Lada           | 4      | -    | 1+3  | -    |     |     |     |     |     |     |     |     |

### Classement provisoire de la Coupe FIA des pilotes
- attribution des points : 9, 6, 4, 3, 2, 1 respectivement aux six premiers de chaque épreuve. Sont retenus pour le décompte final les cinq meilleurs résultats des onze épreuves mondiales (catégorie A), les deux meilleurs résultats des cinq rallyes sélectifs du Championnat d'Europe (catégorie B) et les deux meilleurs résultats des quatre autres rallyes sélectifs (catégorie C).

| Pos. | Pilote              | Marque | Points | M-C (A) | ARC (B) | SUE (A) | POR (A) | SAF (A) | NZL (A) | ACR (A) | GIR (C) | AFS (C) | POL (B) | FIN (A) | SM (B) | QUE (A) | TdF (B) | SAN (A) | AUS (C) | CAT (B) | COR (A) | RAC (A) | BAN (C) |
| ---- | ------------------- | ------ | ------ | ------- | ------- | ------- | ------- | ------- | ------- | ------- | ------- | ------- | ------- | ------- | ------ | ------- | ------- | ------- | ------- | ------- | ------- | ------- | ------- |
| 1    | Sandro Munari       | Lancia | 9      | 9       | -       | -       | -       |         |         |         |         |         |         |         |        |         |         |         |         |         |         |         |         |
| 1=   | Ari Vatanen         | Ford   | 9      | -       | 9       | -       | -       |         |         |         |         |         |         |         |        |         |         |         |         |         |         |         |         |
| 1=   | Stig Blomqvist      | Saab   | 9      | -       | -       | 9       | -       |         |         |         |         |         |         |         |        |         |         |         |         |         |         |         |         |
| 1=   | Markku Alén         | Fiat   | 9      | -       | -       | -       | 9       |         |         |         |         |         |         |         |        |         |         |         |         |         |         |         |         |
| 1=   | Jean-Claude Andruet | Fiat   | 9      | 6       | -       | -       | 3       |         |         |         |         |         |         |         |        |         |         |         |         |         |         |         |         |
| 6    | Tapio Rainio        | Saab   | 6      | -       | 6       | -       | -       |         |         |         |         |         |         |         |        |         |         |         |         |         |         |         |         |
| 6=   | Bror Danielsson     | Opel   | 6      | -       | -       | 6       | -       |         |         |         |         |         |         |         |        |         |         |         |         |         |         |         |         |
| 6=   | Björn Waldegård     | Ford   | 6      | -       | -       | -       | 6       |         |         |         |         |         |         |         |        |         |         |         |         |         |         |         |         |